# Jose Roy

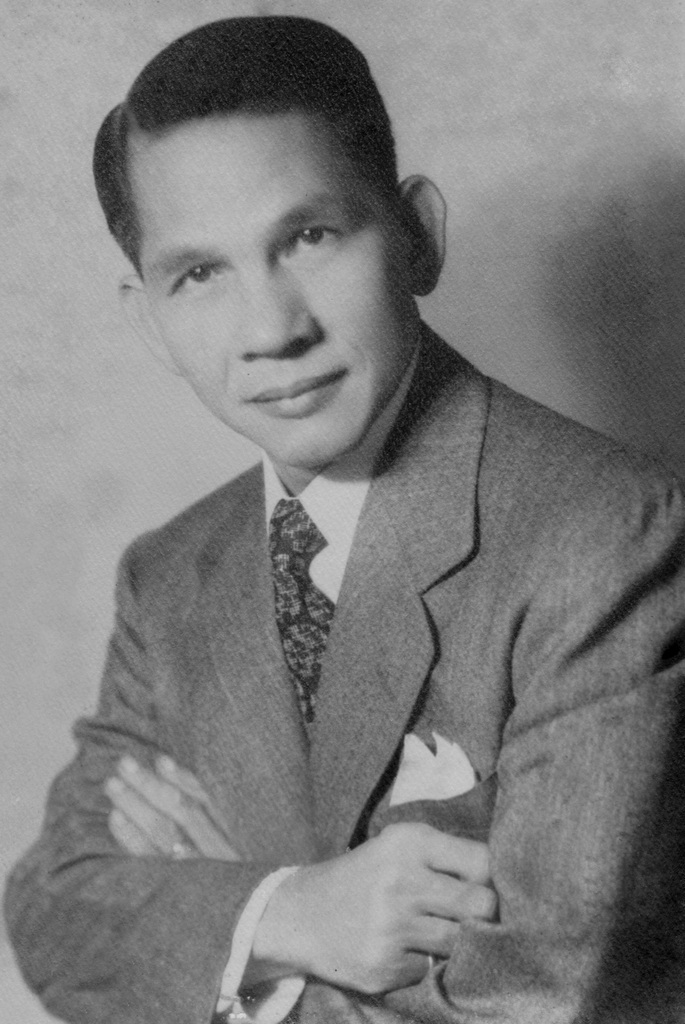
Jose Roy

Jose de Jesus Roy (* 19. Juli 1904 in Moncada, Tarlac; † 1985) war ein philippinischer Politiker.

## Biografie
Nach dem Besuch der Grundschule und der High School in Tarlac studierte er Rechtswissenschaft an der University of the Philippines und schloss dieses Studium 1930 mit einem Bachelor of Laws (LL.B.) ab. Nach Ablegung der Anwaltszulassung ging er zunächst als Sonderstaatsanwalt bei der Kommission für den öffentlichen Dienst in den Staatsdienst, ehe er 1931 eine Tätigkeit als Rechtsanwalt begann.
Seine politische Laufbahn begann er 1946 mit der Wahl zum Mitglied des Repräsentantenhauses, in dem er bis 1961 die Interessen von Tarlac vertrat. In dieser Zeit trat er für die Verabschiedung zahlreicher Gesetze ein, die insbesondere Vorteile für Landwirte bringen sollten, wie zum Beispiel bei der Aufteilung der Hacienda Luisita. Daneben war er auch maßgeblich an wichtigen Gesetzen zu finanz- und sozioökonomischen Themen befasst wie dem Central Bank Act, Industrialization Act (R.A.901), Agricultural Tenancy Act, Land Tenure Act, Original Anti-Graft Law, Development Bank of the Philippines Act sowie dem Tariff and Customs Code of 1957. Seine 1950 gehaltene Rede In defense of the Philippine peso wurde in einem Buch veröffentlicht.
Daneben war er 1950 und 1952 Vertreter der Philippinen bei der Generalversammlung der Vereinten Nationen in New York City sowie 1954 und 1956 Leiter von Delegationen in Washington, D.C.
Nach seinem Ausscheiden aus dem Kongress war er 1962 Mitglied der Philippinischen Delegation bei der Konferenz des Interparlamentarischen Kongresses in Brasilien.
Im Januar 1962 wurde er Mitglied im Senat und gehörte diesem bis zu dessen Auflösung nach der Verhängung des Kriegsrechts durch Präsident Ferdinand Marcos 1972 an. Während dieser Zeit war er zunächst von 1966 bis 1969 als Majority Floor Leader Führer der Mehrheitsfraktion sowie zugleich Mitglied des einflussreichen Bewilligungsausschusses (Committee on Appointments). Anschließend war er von 1970 bis 1972 Senatspräsident Pro tempore und damit Vertreter des Präsidenten des Senats bei dessen Abwesenheit oder Erkrankung.